# Pieve di San Marco (Rigoli)
La pieve di San Pietro e San Giovanni Battista, oggi sotto il titolo di San Marco, si trova a Rigoli nel comune di San Giuliano Terme, lungo l'antica via Aemilia Scauri, poi conosciuta come via Julia Augusta ed infine Strada statale 12 dell'Abetone e del Brennero.

## Storia e descrizione
Le prime attestazioni certe della pieve nella comunità di "Rigoli e Corliano" risalgono all'XI secolo. A pianta basilicale scandita da pilastri e con tre absidi, l'edificio presenta i caratteri dell'architettura dell'XI secolo, più evidenti nella parte absidale, in cui gli archetti ciechi di coronamento insistono su mensole. È possibile che l'interno e la facciata siano di poco successivi, forse già del XII secolo. Una testimonianza dell'edificio altomedievale può essere letta nella vasca battesimale, opera di produzione longobarda, dei secoli VIII-IX.
Nella pieve si conserva inoltre una pregevole tavola dipinta con Madonna in trono e angeli, firmata da Turino Vanni, pittore pisano tra Trecento e Quattrocento.

## Galleria d'immagini

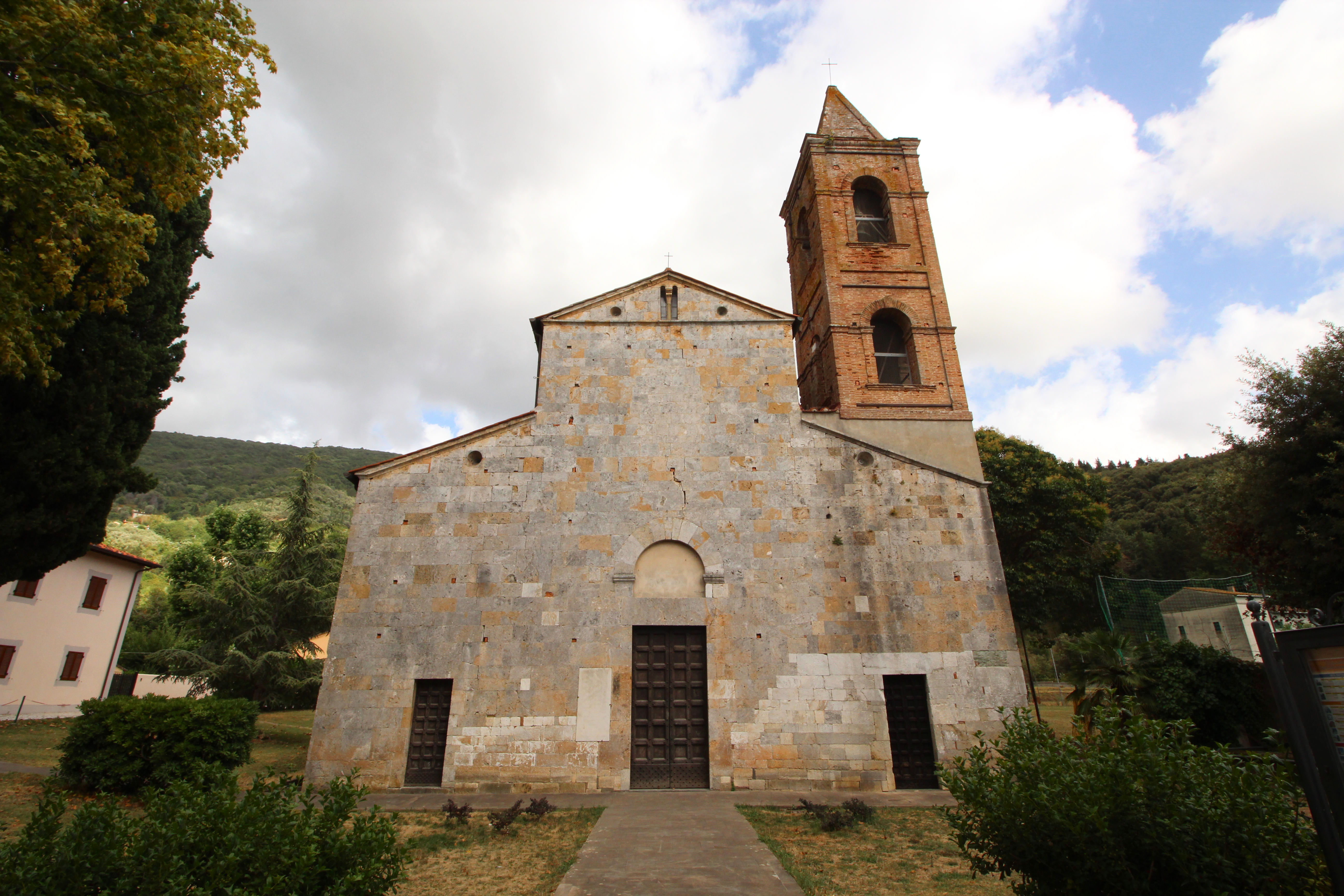
La facciata
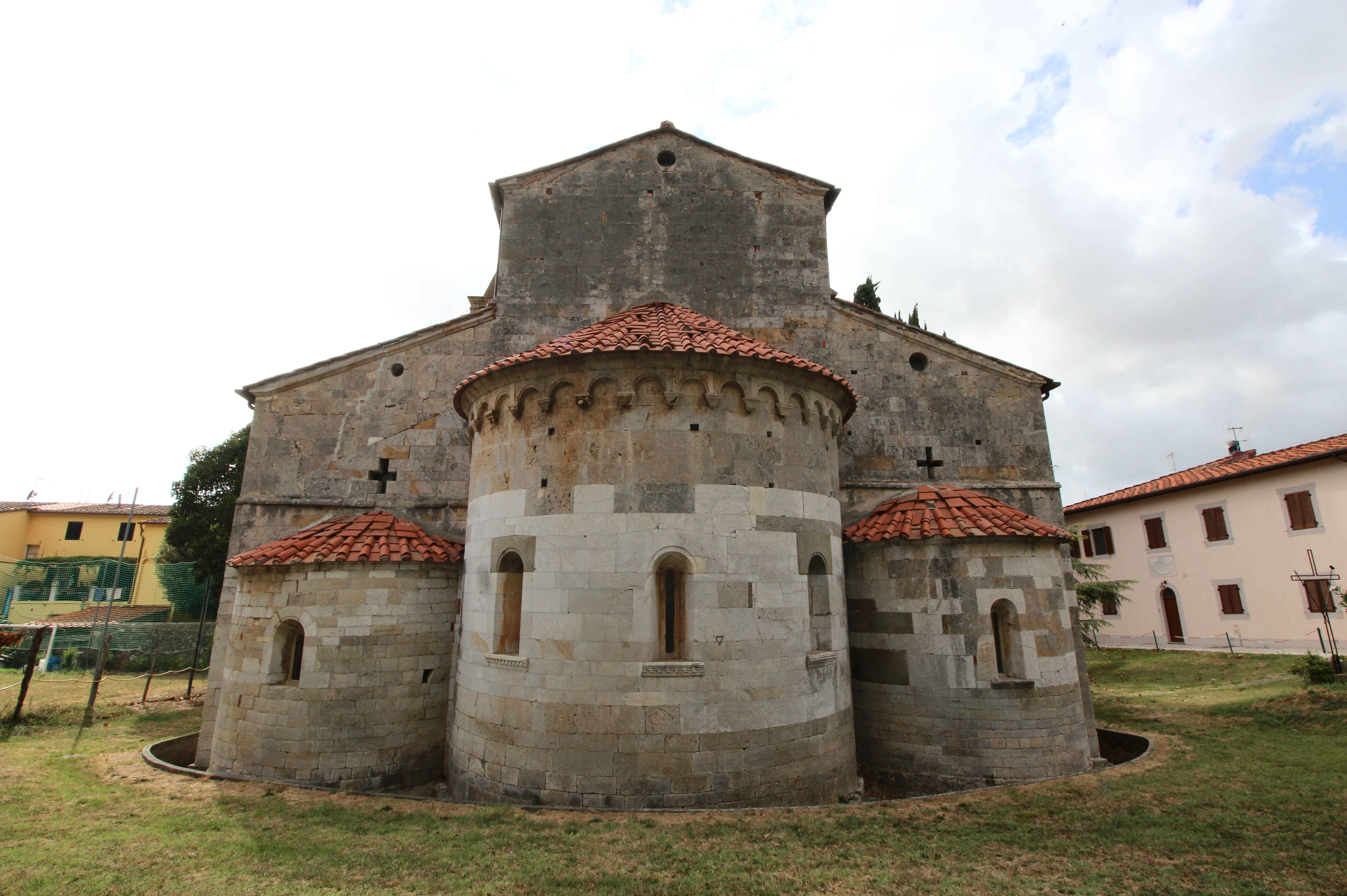
L'abside